# Маршал (окръг, Минесота)
Вижте пояснителната страница за други значения на Маршал.
Окръг Маршал (на английски: Marshall County) е окръг в щата Минесота, Съединени американски щати. Площта му е 4696 km², а населението - 10 155 души (2000). Административен център е град Уорън.